# Kirby: Triple Deluxe
Kirby: Triple Deluxe (с англ. — «Кирби: Тройной Делюкс») — видеоигра в жанре платформер из серии Kirby, разработанная HAL Laboratory и выпущенная Nintendo. Выпущена 11 января 2014 года в Японии, 2 мая в Северной Америке, 16 мая в Европе и 17 мая 2014 года в Австралазии.
В игре представлены две мини-игры — Kirby Fighters (с англ. — «Бойцы Кирби») и Dedede’s Drum Dash (с англ. — «Барабанный порыв Дидиди») Эти мини-игры были выпущены в Nintendo eShop как самостоятельные издания 23 июля 2014 года в Японии, 29 августа того же года в Северной Америке и 13 февраля 2015 года в Европе.
После выхода игра получила множество положительных отзывов. В игре критики позитивно оценили дизайн уровней, новую способность Гипернова (англ. Hypernova), саундтрек, графику, использование трёхмерных плоскостей и дополнительный контент. Однако игра подверглась критике за её низкую сложность.

## Сюжет
Однажды ночью огромный бобовый стебель под названием Стебель Снов (англ. Dreamstalk), на котором спал Кирби стал расти над Страной Снов, поднимая наверх в небо его домик и замок короля Дидиди. Проснувшись на следующее утро, Кирби осознаёт, что находится в новой стране, базируемой высоко над Страной Снов под названием Флоралия (англ. Floralia). Он добирается до замка Дидиди и видит предполагаемого главного виновника — шестирукого тарантула Таранзу (англ. Taranza), поймавшего Дидиди в ловушку — световую призму. Кирби начинает восхождение по стеблю и отправляется в погоню за Таранзой чтобы спасти Дидиди и всё исправить в Стране Снов.
Когда Кирби наконец настигает Таранзу, тарантул нападает на Кирби, используя зомбированного Дидиди. После напряжённого боя Кирби нокаутирует Дидиди, освобождая его от промывания мозгов. Таранза сообщает, что он работает на пчелоподобную королеву Сектония (англ. Sectonia) и что флоралианцы посадили Стебель Снов с целью призвать на помощь героя Страны Снов. Ошибочно предполагая, что им является Король Дидиди, Таранза похитил его по приказу королевы Сектонии, желающей, чтобы стебель поглотил Страну Снов кусок за куском. Королева за неудачу Таранзы предаёт его и сбрасывает тарантула с башни, после этого обращая внимание на Кирби.
Кирби встречается лицом к лицу с королевой Сектонией и побеждает её. Главный герой и Король Дидиди празднуют успех, но Сектония воссоединяется со стеблем и превращается в гигантский монстроподобный цветок. Она распространяет свои лозы по всей планете Поп Звезда для разрывания кусков земли для своего королевства и использует их как щит, чтобы никто не сумел к ней близко подобраться. Кирби проникает через виноградные лозы и бросает вызов королеве Сектонии.
Он побеждает королеву и её цветочных миньонов, но Сектония хватает Кирби и пытается раздавить его. В этот момент Дидиди проникает сквозь ослабленные лозы и Таранза, выступающий уже на стороне Кирби бросает ему Чудо Фрукт, который превращает главного героя в Кирби — Гипернову (англ. Hypernova Kirby). После заключительного противостояния Кирби обрушивает на Сектонию взрывные лучи, после которых королева испаряется. Виноградные лозы исчезают, Поп Звезда возвращается к первоначальному состоянию. Кирби, Таранза, король Дидиди и жители Флоралии, которых Кирби спас во время борьбы с Таранзой и Сектонией любуются на красивый цветок, с которого медленно падают лепестки.

### Дополнительная сцена
По окончании режима Dededetour! (дополнительный режим с Королём Дидиди в главной роли) Король Дидиди сталкивается с клоном себя из другого измерения, Тенью Дидиди (англ. Shadow Dedede). В результате дуэли настоящий Дидиди побеждает теневого клона. После этого он сталкивается с Темным Мета Рыцарем (англ. Dark Meta Knight), который вернулся с целью отмщения. Однако Дидиди побеждает и его, отправляя обратно в зеркало, из которого он появился. Затем он использует свой молот, чтобы разрушить зеркало.
По окончании прохождения локации «True Arena» (после победы над разблокированным боссом) демонстрируется катсцена, в которой королева Сектония использует Чудо Фрукты, чтобы возродить себя. Кирби сражается с Душой Сектонии (англ. Soul of Sectonia) (более жёсткой вариации королевы Сектонии с новыми видами атак). Победа над её первой формой срывает с неё Стебель снов и открывает финального (бонусного) босса игры. Она использует энергию для создания новых атак, некоторые из которых отсылаются на предыдущие игры серии, таких как Маркс из Kirby Super Star и Дроусия из Kirby: Canvas Curse. По окончании битвы Сектония взрывается голубыми лепестками.

## Игровой процесс
Kirby: Triple Deluxe — платформер, выполненный в 2.5D. В игре используется движок, уже применяемый в игре Kirby's Return to Dream Land, однако главный герой может перемещаться с переднего на задний план с помощью Основной Звезды (англ. Warp Star). Некоторые элементы, в частности враги и боссы могут также появляться как на переднем, так и на заднем плане. В игру могут играть до 4-х человек.
Кирби может съесть радужное семя, превращающее его в Кирби — Гипернову — эта новая способность позволяет ему вдыхать такие большие объекты как поезда и деревья. Способность также используется для решения определённых головоломок.
Среди новых способностей: Жук — Кирби нанизывает врагов на рог японского жука — носорога и может либо свалить их на землю, или зацепить по несколько врагов и пронести по уровню. Колокольчик — атака с помощью звуковых волн или в качестве защиты. Лучник — стрельба огненными стрелами во всех направлениях. Клоун — Кирби двигается на гигантском катящемся шаре и атакует врагов кеглями для жонглирования. В игру также вернулась способность Колесо. Остальные 20 способностей уже появлялись в предыдущих играх.
В игру включены две новые мини-игры. Первая — «Бойцы Кирби», стилизованный под Super Smash Bros. файтинг, в котором игрок может настроить характеристики своего Кирби, дав ему в частности одну из десяти игровых способностей и сразится с другими Кирби на этапах, схожих с этапами предыдущих игр. Вторая — «Барабанный порыв Дидиди», ритмичная музыкальная игра, в которой игроку в роли Короля Дидиди нужно отбивать звуки на барабанах в темп музыки из игр про Кирби, избегая встреч с врагами и собирая монеты. Основная игра доступна лишь в однопользовательском режиме.
Игроки также могут находить брелоки в 8-ми битном стиле, изображающие персонажей серии игр по аналогии с трофеями в серии игр Super Smash Bros..
После окончания основной истории открывается особый режим под названием «Тур Дидиди» (англ. Dededetour), представляющий короля Дидиди как играбельного персонажа. Он сражается с DX-версиями боссов (у них другие цветовые схемы и более мощные атаки). В конце этого режима Дидиди сражается с боссами, не включёнными в основную историю — Тёмным Дидиди (англ. Shadow Dedede) и Тёмным Мета-Рыцарем (англ. Dark Meta Knight) — тёмными клонами Дидиди и Мета-Рыцаря соответственно из Зеркального мира из Kirby & the Amazing Mirror.

## Разработка
Игра была анонсирована 1 октября 2013 года на презентации Nintendo Direct. До последнего момента название игры было неизвестно, оно было упомянуто лишь после ноябрьского директа Nintendo.
Расширенные версии двух мини-игр под названиями Kirby Fighters Z и Dedede’s Drum Rush Z были выпущены как самостоятельные игры в Nintendo eShop 23 июля 2014 года в Японии, 29 августа 2014 в Северной Америке и 13 февраля 2015 года в Европе и Австралии под названиями Kirby Fighters Deluxe и Dedede’s Drum Dash Deluxe. Версии включают в себя новые этапы и элементы геймплея. Если мини-игры обнаруживают сохранённые данные Kirby: Triple Deluxe, то возможна загрузка дополнительного контента.
Позднее, в сентябре 2020 года, мини-игра Kirby Fighters Deluxe получит продолжение на Nintendo Switch под названием Kirby Fighters 2, функционирующее на движке Kirby Star Allies. В игре больше контента, есть онлайн-мультиплеер, больше способностей (включая новую способность «Рестлер») и другие играбельные персонажи помимо Кирби.

## Критика
| Сводный рейтинг       | Сводный рейтинг |
| Агрегатор             | Оценка          |
| --------------------- | --------------- |
| GameRankings          | 80,62 %         |
| Metacritic            | 80/100          |
| Иноязычные издания    |                 |
| Издание               | Оценка          |
| Destructoid           | 8/10            |
| Edge                  | 7/10            |
| EGM                   | 9,0/10          |
| Eurogamer             | 8/10            |
| Game Informer         | 8,5/10          |
| GameRevolution        | 4,5/5           |
| GameSpot              | 8/10            |
| GamesRadar+           | [ 16 ]          |
| GameTrailers          | 8,7/10          |
| IGN                   | 6,0/10          |
| Joystiq               | [ 19 ]          |
| Nintendo World Report | 8,5/10          |
| ONM                   | 87 %            |
| Polygon               | 7,5/10          |
| VideoGamer            | 7/10            |
| Hardcore Gamer        | 4/5             |
| Русскоязычные издания |                 |
| Издание               | Оценка          |
| «Игромания»           | 8,0/10          |

Kirby: Triple Deluxe получила положительные отзывы критиков. Средний рейтинг игры на сайте Metacritic составляет 80 баллов из 100 возможных на основе 68 отзывов, а на GameRankings — 80,62 % на основе 47 отзывов. GameSpot оценил игру в 8 баллов из 10, похвалив за дизайн уровней, графику, саундтрек, использование 3D, управление и реиграбельность. Рецензент Polygon оценил игру в 7,5 баллов из 10, похвалив её за инновационный дизайн, но раскритиковав общую эстетику как «простую» и «серую» по сравнению с предыдущими играми серии.Рецензент GameXplain дал игре оценку «Loved It». Большая часть похвалы адресована мягкому выразительному художественному дизайну и коллекционированию, использованию способности «Гипернова» и дизайну уровней. Рецензент Hardcore Gamer оценил игру в 4 балла из 5, назвав её «одной из лучших карманных итераций в любимой франшизе Nintendo».
Тем не менее журналист IGN Хосе Отеро оценил игру в 6 баллов из 10 возможных, похвалив её за сражения с боссами и использование 3D, но сильно раскритиковав за низкую сложность. Он заявил что «Kirby Triple Deluxe могла выглядеть отлично благодаря использованию интересных и умных мыслей по использованию 3D, но попадает лишь в колею платформеров и головоломок, зачастую не требующих серьёзных мыслей и навыков. Я восхищён тем что игра пытается предложить новые особенности, но они не должны идти в ущерб обычной сложности».
По состоянию на март 2015 в мире продано 1,78 миллиона копий игры.

## Заметки
1. ↑  Известная в Японии как Hoshi no Kirby Toripuru Derakkusu (яп. 星のカービィ トリプルデラックス Хоси но Ка:би: Торипуру Дэраккусу, рус. «Звезда Кирби: Тройной Делюкс»)
2. ↑  В японской версии известные как Kirby Fighters (яп. カービィファイターズZ Ка:би Файта:дзу, «Бойцы Кирби») и Dedede’s Drum Rush (яп. デデデ大王のデデデでデンZ ДэДэДэ-Дайо: но ДэДэДэ дэ Дэн, «Барабанный порыв Дидиди») соответственно